# Zanj
Zanj (àrab: زَنْج, zanj, o زِنْج, zinj, ‘negres’, nom d'unitat: زنجي, zanjī, pl. زنوج, zunūj; persa: زنگی, zangi) fou el nom utilitzat pels geògrafs àrabs per a referir-se alhora a una porció de l'Àfrica oriental i als seus habitants. El nom es creu que no és pas d'origen àrab. El nom designava al país i s'emprava també a vegades la forma Bilad az-Zanj (‘País dels Negres’).

## Localització i habitants
Els geògrafs dividien la costa de l'Àfrica oriental en moltes regions, basant-se en els seus habitants: el nord de la Somàlia era la Barbaria (als volts de l'actual Berbera), la terra dels «berbers orientals», que els geògrafs àrabs medievals i de l'antiga Grècia anomenaven «somalís» (se'n fa menció a l'obra Periple de la Mar Eritrea, escrita a mitjans del segle i).
Al sud de la costa de Barbaria hi havia el Zanj o Zinj, la segona de les divisions, una terra habitada per pobles negres de parla bantu que s'estenia des de la zona de l'actual Mogadiscio fins a l'illa tanzana de Pemba. L'historiador i geògraf àrab del segle x, Abu-l-Hàssan Alí al-Massudí descriu Sofala com el límit més llunyà, al límit del regne Zanj i menciona el seu títol reial com a Mfalme (‘rei’ en suahili).
Al sud de Zanj hi havia la terra de Sofala, a l'actual Moçambic, el límit al nord de la qual era Pangani, prop de Pemba. Al sud de Sofala hi havia el reialme de Waq-Waq, també a Moçambic.

## Etimologia
Estrabó és el primer a utilitzar el nom en la forma grega llatinitzada Azania, català Azània. Plini descriu Azània com el territori al nord d'Adulis, a la costa etíop, i habitada per un poble anomenat zangenae, que no situa exactament. El Periple descriu Azània com el territori entre Ras Hafun (Somàlia moderna) fins a Raphta, una factoria comercial de dubtosa localització. Cosme Indicopleustes, que va recórrer la mar Roja el 524, en un manuscrit que va redactar en un monestir el 547 esmenta una regió anomenada Zingion i el cap Zingion. Tots aquestos noms serien formes precedents de l'àrab zanj i del suahili.

## Bilad az-Zanj
El Bilad az-Zanj dels àrabs estava habitat per zunuj (emparentat al suahili Unguja, nom alternatiu de Zanzíbar, i de la seva antiga capital avui en ruïnes Unguja Kuu). El primer que el va utilitzar fou el poeta Jarir (m. 728/729), i després al-Jàhidh. Buzurg ibn Zhariyar de Ramhurmuz esmenta algunes visites comercials a la primera meitat del segle x. Al-Massudí va estar al país Zanj el 916 i detalla el seu govern i comerç. Ibn Hàwqal al segle x, al-Idrissi al XII i Yaqut al-Hamawí al XIII en tenien coneixement. El relat de Marco Polo està basats en rumors recollits a l'Índia i no s'ajusta ni de bon tros a la realitat. Ibn al-Baytar diu que zanj i zunuj, encara que tenen un significat alternatiu, vol dir essencialment ‘negres’.
El país no era un estat unitari sinó format per una sèrie d'estats costaners autogovernats, separat l'un de l'altre.